# 幾內亞袋蟾魚
幾內亞袋蟾魚（学名：Perulibatrachus elminensis），為輻鰭魚綱蟾魚目蟾魚科的其中一種，分布於東大西洋區，從迦納至那米比亞海域，本魚背面深褐色的顏色; 側邊與腹面淡褐色; 不規則的褐色線包含的整個身體除了腹部外，柔軟背鰭與臀鰭有斜的褐色斑紋，體長可達35公分，為底棲性魚類，生活在沿岸，可作為食用魚。